# 婚約破棄された令嬢を拾った俺が、イケナイことを教え込む
『婚約破棄された令嬢を拾った俺が、イケナイことを教え込む ～美味しいものを食べさせておしゃれをさせて、世界一幸せな少女にプロデュース！～』（こんやくはきされたれいじょうをひろったおれが イケナイことをおしえこむ おいしいものをたべさせておしゃれをさせて、せかいいちしあわせなしょうじょにプロデュース）は、ふか田さめたろうによる日本のライトノベル。「小説家になろう」にて、2019年8月12日から連載中。略称は「イケナイ教」。
2020年3月より単行本としてPASH!ブックス（主婦と生活社）から刊行されたが、その後2023年10月より文庫版がPASH!文庫（主婦と生活社）から刊行された。
メディアミックスとして、桂イチホによるコミカライズが『コミックPASH!』/『PASH UP!』（いずれも主婦と生活社）にて2020年3月26日から連載中。2022年8月31日にテレビアニメ化が発表された。

## あらすじ
森の奥に1人で暮らす人嫌いの魔法使い・アレンは、ある日森の中でボロボロになって倒れていた公爵家令嬢・シャーロットを助ける。
家族に虐げられ婚約者にも裏切られ、謂れのない罪で追われる身となったというシャーロットに同情し、アレンは彼女をメイドとして屋敷に住まわせることにする。
しかしシャーロットは抑圧されてきたために、自分が何が好きか、何をしたいかも分からない。シャーロットを幸せにするため、アレンはこれからこの世の悦楽＝「イケナイこと」のすべてを教え込むと宣言する。

## 登場人物
声の項はテレビアニメ版の声優。

### 主要人物
アレン・クロフォード
声 - 杉田智和、松嶌杏実（少年）
本作の主人公。通称「魔王」と恐れられる魔法使い。年齢21歳の長身かつ痩せ型。魔法店に薬を卸して生計を立てている。森で倒れていたシャーロットを引き取り、メイドとして家に置くことにした。シャーロットを一方的に悪者扱いし、事実上の追放とした王家へ復讐しようと考えている。これまでロクな幸せを掴めなかったシャーロットに様々なことを教えようとするが、何かがズレておりエルーカには『センスがない』とこき下ろされるほどである。
シャーロット・エヴァンズ
声 - 早見沙織
本作のヒロイン。ニールズ王国第二王子の元・婚約者にして公爵令嬢。婚約寸前、一方的に婚約を白紙にされたうえ、犯罪者扱いで城を追いやられる。森で倒れていたところをアレンに発見され保護された。貴族令嬢ではあったがそのように扱われていたとは到底言い難く、アレンが魔法で消すまで背中には鞭で殴りつけられたであろう傷が数多くあった。そのような生活を強いられていたことから幸せを知らずに育ったため、アレンやエルーカからイケナイこととして様々なことを教わる。規則正しい生活を弁える、控え目でとても心優しい性格。
ゴウセツ
声 - 置鮎龍太郎
「地獄カピバラ」と呼ばれる高位魔物。性別は雌で、人間の言葉を話せるだけでなく美女の姿に変身することができる。
シャーロットに惚れこみ、押しかけ同然にアレン宅に住み着いている。
ルゥ
声 - 種﨑敦美
高位魔物で超希少種のフェンリル。
アレンとシャーロットの旅行先で出会い、そのとき助けてもらったことがきっかけでシャーロットを「ママ」（実母の親フェンリルのことは「母さん」と呼んでいる）と呼び慕うようになり、アレン宅に出入りしている。ただし、アレンへの当たりは強い。

### 周囲の人々
ミアハ・バステトス
声 - 大空直美
猫族の亜人。「迅速・安全・超かわいい」がモットーのサテュロス運送社所属配達員で、アレン宅への配達も担当することからよく顔を合わせる。アレンに対する呼称は『魔王さん』。砕けた性格だが仕事ぶりは確かでアレンも不備がないことを認めている。人づきあいが下手なアレンのことを心配している。
ドロテア・グリ＝ム・ヴァレンシュタイン
声 - 長江里加
ダークエルフの売れっ子小説家だが、原稿を依頼された翌日から行方不明になる。実は締め切りを逃れる為自宅の地下室に隠れており、そのまま30年が経過していた。アレンが住む屋敷の元々の住民。「お金は不要だが、自分の小説作成に協力しなければ屋敷は返してもらう」とアレンを無理矢理自分の意のままに従わせようとする。
ヨル
声 - 神尾晋一郎
ドロテアの担当編集。ドロテアが恐れるほどの怖い担当者で、気配を感じてアレンの屋敷の壁を破壊して現れる。そしてこれまでの逃亡を断罪させようと、マグマにドロテアを連れて行こうとする。ただアレンに壁の修繕費を渡し、「お騒がせしました」と謝罪する律儀な性格でもある。表情は常に微動だにせず、巨大な黒龍に変化できるものである。
メーガス
声 - 檜山修之
岩人族。『岩窟組』を取りまとめるリーダー。アレンが教鞭を執っていたアテナ魔法学院の出身であり、教官のアレンには頭が上がらない。
ゴロツキ
声 - 五味洸一、富岡佑介
いずれも『岩窟組』の人間で、シャーロットへわざとぶつかり一方的にちょっかいを出したため、激怒したアレンによって倒される。その後、アレンへ無礼を働いたことに激昂したメーガスによって無理矢理土下座をさせられた。
グロー
声 - 千葉瑞己
荒くれ者サーペントファングを取り仕切るリーダー。アレンに痛めつけられ、『シャーロットが来たら丁重にもてなせ』と半ば脅される。その際に仲間を含めケガを負っていたことで、それを心配したシャーロットからポーションを貰う。以降は仲間たち全員シャーロットを「女神様」と崇め、心を入れ替え真面目になることをシャーロットの前で宣言した。

### アテナ魔法学院関係者
エルーカ・クロフォード
声 - Lynn
アレンの義妹。アレンに対する呼称は『おにい』。シャーロットとは同い年。センスのないアレンに代わり、女の子としての楽しみを教える。
ハーヴェイ・クロフォード
声 - 緑川光
アテナ魔法学院学長。エルーカの父で、アレンの義父。アレンからは『叔父上』と呼ばれている。アレンに学長の座を譲るつもりでいるが、本音はリーゼロッテと夫婦生活を楽しむのが目的のため、しがらみを嫌うアレンからは何度も断られている。
リーゼロッテ・クロフォード
声 - 鬼頭明里
エルーカの母で、アレンの義母。初めて顔を合わせたシャーロットが、アレンの妹だと勘違いするほどに若々しい。ハーヴェイと異なり、『叔母上』と呼ぶと表情を変えて怒り出す。そのためアレンには『母上』と呼ばせている。普段はニコニコと優しい笑顔を浮かべているが、怒るとめっぽう怖い。普段は魔物学担当として教鞭を執っている。
クリス
声 - 井上麻里奈
アテナ魔法学院の生徒。原作での名前はニールとなっている。
ナタリアとは敵対関係にあり、何度となく喧嘩を売ろうとする。ナタリアの入学前は「神童」と言われており、学業や実技で秀でた成績を残す生徒であった。ところがナタリアの入学後は何をしてもナタリアに敵わず、プライドをズタズタにされたことが喧嘩を吹っ掛ける理由である。何人かの配下の人間を連れて歩いており、ナタリアの舎弟たちが魔法が得意ではなかったり、貧しい家の出身だったりということを知ると、その配下の人間と共にイジメを働いていた。
ある日、配下の人間がシャーロットと接触するも謝罪せず無礼な態度をとったため、怒ったナタリアから飛び蹴りを食らって気絶する。加えてアレンの怒りも買ってしまい、クリスを含め全員コテンパンにされそうになるが、シャーロットに阻止される。後日、ダンジョン攻略でナタリアに戦いを挑むもあっさりと敗れ去った。
手段を選ばずしても勝ちたいという思いから、ナタリアの大事な鞄を奪取。そして立ち入りが禁じられているダンジョンにナタリアを誘い込む。しかし互いに魔物と遭遇してしまい危険な目に遭うが、後を追ってきたシャーロットに救われる。その際、ナタリアから生き別れになったシャーロットの話を聞き、自分の姉が借金のカタ同然に嫁ぐことになり、子どもである自分にはできないもどかしさからナタリアにあたってしまっていたことを認め、泣きながら謝罪した。

### ニールズ王国
ナタリア・エヴァンズ
声 - 前田佳織里
エヴァンズ家の正統な跡取り。親子関係は悪くエヴァンズ家のごたごたから逃れ、魔法を学ぶことで自分一人でもやっていけることを確かめるため、アテナ魔法学院に入学した。優秀な上に力もあることから、入学して数か月でいくらかの舎弟を従えるリーダーとなる。舎弟に使いっ走りをさせ、失敗すれば痛めつけるという一見問題児のようだが、クリスからイジメを受けていた生徒を守ったり、使いっ走りさせた舎弟が親に仕送りをしていることを知れば釣銭をすべて与えるなど、根はとても優しく厚い人望がある。
シャーロットの一件も、公表されている情報は全く信じておらず、今もどこかで生きていると密かに探し続けており、後にアテナ魔法学院に来たシャーロットと再会することとなった。
なお、アレンに対してはシャーロットを連れて行った男として当たりが強い。
一つの鞄を大切に持っているが、鞄の中身はシャーロットが存在した唯一の証である絵本。それ以外は存在を無かったことにするために処分されてしまっている。
セシル王子
声 - 古川慎
ニールズ王国の第二王子。シャーロットに濡れ衣を着せて追放したすべての元凶。

## 既刊一覧

### 小説

#### 単行本
- ふか田さめたろう（著）みわべさくら（イラスト）、桂イチホ（漫画〈SS集のみ〉）、主婦と生活社〈PASH!ブックス〉、既刊5巻（2025年1月10日現在）
  - 『婚約破棄された令嬢を拾った俺が、イケナイことを教え込む〜美味しいものを食べさせておしゃれをさせて、世界一幸せな少女にプロデュース！〜』、2020年3月27日発売[2]、ISBN 978-4-391-15444-3
  - 『婚約破棄された令嬢を拾った俺が、イケナイことを教え込む〜美味しいものを食べさせておしゃれをさせて、世界一幸せな少女にプロデュース！〜2』、2020年10月30日発売[16]、ISBN 978-4-391-15529-7
  - 『婚約破棄された令嬢を拾った俺が、イケナイことを教え込む〜美味しいものを食べさせておしゃれをさせて、世界一幸せな少女にプロデュース！〜3』、2021年7月2日発売[17]、ISBN 978-4-391-15630-0
  - 『婚約破棄された令嬢を拾った俺が、イケナイことを教え込む〜美味しいものを食べさせておしゃれをさせて、世界一幸せな少女にプロデュース！〜SS集』、2023年8月4日発売[18]、ISBN 978-4-391-16050-5
  - 『婚約破棄された令嬢を拾った俺が、イケナイことを教え込む〜美味しいものを食べさせておしゃれをさせて、世界一幸せな少女にプロデュース！〜4』、2025年1月10日発売[19]、ISBN 978-4-391-16401-5

#### 文庫
- ふか田さめたろう（著）みわべさくら（イラスト）『婚約破棄された令嬢を拾った俺が、イケナイことを教え込む〜美味しいものを食べさせておしゃれをさせて、世界一幸せな少女にプロデュース！〜』主婦と生活社〈PASH!文庫〉、既刊3巻（2023年12月1日現在）
  1. 2023年10月6日発売[3]、ISBN 978-4-391-16061-1
  2. 2023年11月2日発売[20]、ISBN 978-4-391-16062-8
  3. 2023年12月1日発売[21]、ISBN 978-4-391-16064-2

### 漫画
- 桂イチホ（漫画）・ふか田さめたろう（原作）みわべさくら（キャラクター原案）『婚約破棄された令嬢を拾った俺が、イケナイことを教え込む〜美味しいものを食べさせておしゃれをさせて、世界一幸せな少女にプロデュース！〜』主婦と生活社〈PASH!コミックス〉、既刊9巻（2025年1月10日現在）
  1. 2020年10月30日発売[22][23]、ISBN 978-4-391-15530-3
  2. 2020年12月25日発売[24][25]、ISBN 978-4-391-15528-0
  3. 2021年7月2日発売[26][27]、ISBN 978-4-391-15631-7
  4. 2022年2月4日発売[28][29]、ISBN 978-4-391-15732-1
  5. 2022年9月2日発売[8][30]、ISBN 978-4-391-15817-5
  6. 2023年4月7日発売[31][32]、ISBN 978-4-391-15956-1
  7. 2023年9月1日発売[33]、ISBN 978-4-391-15957-8
  8. 2024年5月2日発売[34]、ISBN 978-4-391-16238-7
  9. 2025年1月10日発売[35]、ISBN 978-4-391-16400-8

## テレビアニメ
2022年8月にテレビアニメ化が発表され、2023年10月から12月までTOKYO MXほかにて放送された。

### スタッフ
- 原作 - ふか田さめたろう[9]
- 監督 - 浅見隆司[9]
- シリーズ構成 - 内田裕基[9]
- キャラクターデザイン - 鈴木美音織[9]
- サブキャラクターデザイン - 阿部智之
- 総作画監督 - 鈴木美音織[36]、阿部智之[36]
- プロップデザイン - 河野しおり[36]
- 色彩設計 - 松山愛子[36]
- 美術 - ととにゃん
- 美術監督 - 岡山優美[36]、坂上裕文[36]
- 美術設定 - 加藤浩[36]、浅見由一
- 撮影監督 - 田中浩介[36]
- 編集 - 宇都宮正記[36]
- 音響監督 - 阿部信行[36]
- 音響制作 - 青二プロダクション[36]
- 音楽 - 甲田雅人[9]
- 音楽制作 - bilibili
- 音楽プロデューサー - 西辺誠
- プロデューサー - 西辺誠、楊建利、川崎夏子、末田裕美、黒田可菜、小澤文啓、塩谷尚史
- アニメーションプロデューサー - 先川幸矢、長牛豊
- アニメーション制作 - ゼロジー、デジタルネットワークアニメーション[9]
- 製作 - イケナイ教製作委員会[36]

### 主題歌
「イケナイエトランゼ」
緋月ゆいによるオープニングテーマ。作詞は宮嶋淳子（SUPA LOVE）、作曲・編曲は松坂康司（SUPA LOVE）。（ポニーキャニオン）
「Graceful World」
シャーロット・エヴァンズ（早見沙織）によるエンディングテーマ。作詞・作曲・編曲は松坂康司（SUPA LOVE）。（ポニーキャニオン）

### 各話リスト
| 話数   | サブタイトル           | 脚本     | 絵コンテ                  | 演出                | 作画監督                                | 初放送日       |
| ------ | ---------------------- | -------- | ------------------------- | ------------------- | --------------------------------------- | -------------- |
| 第1話  | イケナイ出逢い         | 内田裕基 | 浅見隆司                  | 浅見隆司            | 鈴木美音織 阿部智之                     | 2023年 10月4日 |
| 第2話  | イケナイストレス解消法 | 内田裕基 | 島津裕行                  | 浅見隆司            | 鈴木美音織 阿部智之                     | 10月11日       |
| 第3話  | イケナイ対決           | 能塚裕喜 | 小林一三                  | 泉明宏              | 魏旭龍 韓承熙 佐藤結花                  | 10月18日       |
| 第4話  | イケナイお出かけ       | 金子祐介 | 小野田雄亮                | 小野田雄亮          | 河野しおり 阿部智之 鈴木美音織          | 10月25日       |
| 第5話  | イケナイ温泉旅行       | 内田裕基 | 黒瀬大輔                  | 薮内悠              | 鈴木香代子 吴晓菜                       | 11月1日        |
| 第6話  | イケナイ動物園         | 内田裕基 | 小野田雄亮                | 小野田雄亮          | 河野しおり 鈴木美音織 阿部智之          | 11月8日        |
| 第7話  | イケナイ住人           | 金子祐介 | 黒瀬大輔                  | 鬼頭和矢            | 北島勇樹                                | 11月15日       |
| 第8話  | イケナイ寸劇           | 能塚裕喜 | 小野田雄亮                | 小野田雄亮          | 河野しおり 阿部智之 鈴木美音織          | 11月22日       |
| 第9話  | イケナイ実家訪問       | 能塚裕喜 | さとうふみかず            | 前嶋弘史 鈴木香代子 | 吴晓菜 津香沙                           | 11月29日       |
| 第10話 | イケナイ再会           | 金子祐介 | さとうふみかず 小野田雄亮 | 小野田雄亮          | 中谷藍 清水雄介                         | 12月6日        |
| 第11話 | イケナイダンジョン     | 内田裕基 | 松尾慎                    | 浅見隆司            | 河野しおり 石井景子 阿部智之 鈴木美音織 | 12月13日       |
| 第12話 | イケナイ＝幸せ         | 内田裕基 | 島津裕行                  | 小野田雄亮 浅見隆司 | 河野しおり 石井景子 阿部智之 鈴木美音織 | 12月20日       |

### 放送局
| 放送期間                 | 放送時間                     | 放送局   | 対象地域 | 備考                                 |
| ------------------------ | ---------------------------- | -------- | -------- | ------------------------------------ |
| 2023年10月4日 - 12月20日 | 水曜 22:00 - 22:30           | TOKYO MX | 東京都   |                                      |
| 2023年10月5日 - 12月21日 | 木曜 0:30 - 1:00（水曜深夜） | BSフジ   | 日本全域 | BS/BS4K放送 / 『アニメギルド』枠     |
|                          | 木曜 21:30 - 22:00           | AT-X     | 日本全域 | CS放送 / 字幕放送 / リピート放送あり |

| 配信開始日    | 配信時間                   | 配信サイト | 備考                   |
| ------------- | -------------------------- | --- | ---------------------- |
| 2023年10月4日 | 水曜 22:00 更新            | ABEMA | 地上波同時・見放題独占 |
| 2023年10月8日 | 日曜 0:00（土曜深夜） 更新 | バンダイチャンネル dアニメストア DMM TV FOD Hulu J:COMオンデマンド メガパック Lemino milplus ニコニコ動画 Amazon Prime Video TELASA U-NEXT ビデオマーケット | 都度課金               |

### BD / DVD
| 巻  | 発売日        | 収録話 | 規格品番  | 規格品番  |
| 巻  | 発売日        | 収録話 | BD        | DVD       |
| --- | ------------- | ------ | --------- | --------- |
| BOX | 2024年2月22日 |        | KWXA-2980 | KWBA-2981 |

### 関連番組
『【杉田智和・早見沙織】出演声優二人がイケナイことに挑戦してみた！ presented byイケナイ教』のタイトルで、2023年8月23日よりYouTubeとニコニコ動画にて毎週水曜20時に全12回で配信。出演者はアレン・クロフォード役の杉田智和とシャーロット・エヴァンズ役の早見沙織。

### 関連書籍
- 主婦と生活社（編集）・イケナイ教製作委員会（監修）『TVアニメ 婚約破棄された令嬢を拾った俺が、イケナイことを教え込む オフィシャルブック』主婦と生活社〈PASH!コミックス〉2024年1月19日発売[43]、ISBN 978-4-391-16138-0